# Paintsville
Paintsville is een plaats (city) in de Amerikaanse staat Kentucky, en valt bestuurlijk gezien onder Johnson County.

## Demografie
Bij de volkstelling in 2000 werd het aantal inwoners vastgesteld op 4132.
In 2006 is het aantal inwoners door het United States Census Bureau geschat op 4155, een stijging van 23 (0,6%).

## Geografie
Volgens het United States Census Bureau beslaat de plaats een oppervlakte van
13,6 km², geheel bestaande uit land. Paintsville ligt op ongeveer 204 m boven zeeniveau.

## Plaatsen in de nabije omgeving
De onderstaande figuur toont nabijgelegen plaatsen in een straal van 24 km rond Paintsville.

## Geboren in Paintsville
- Crystal Gayle (1951), zangeres